# جام جهانی فوتبال ۱۹۸۶

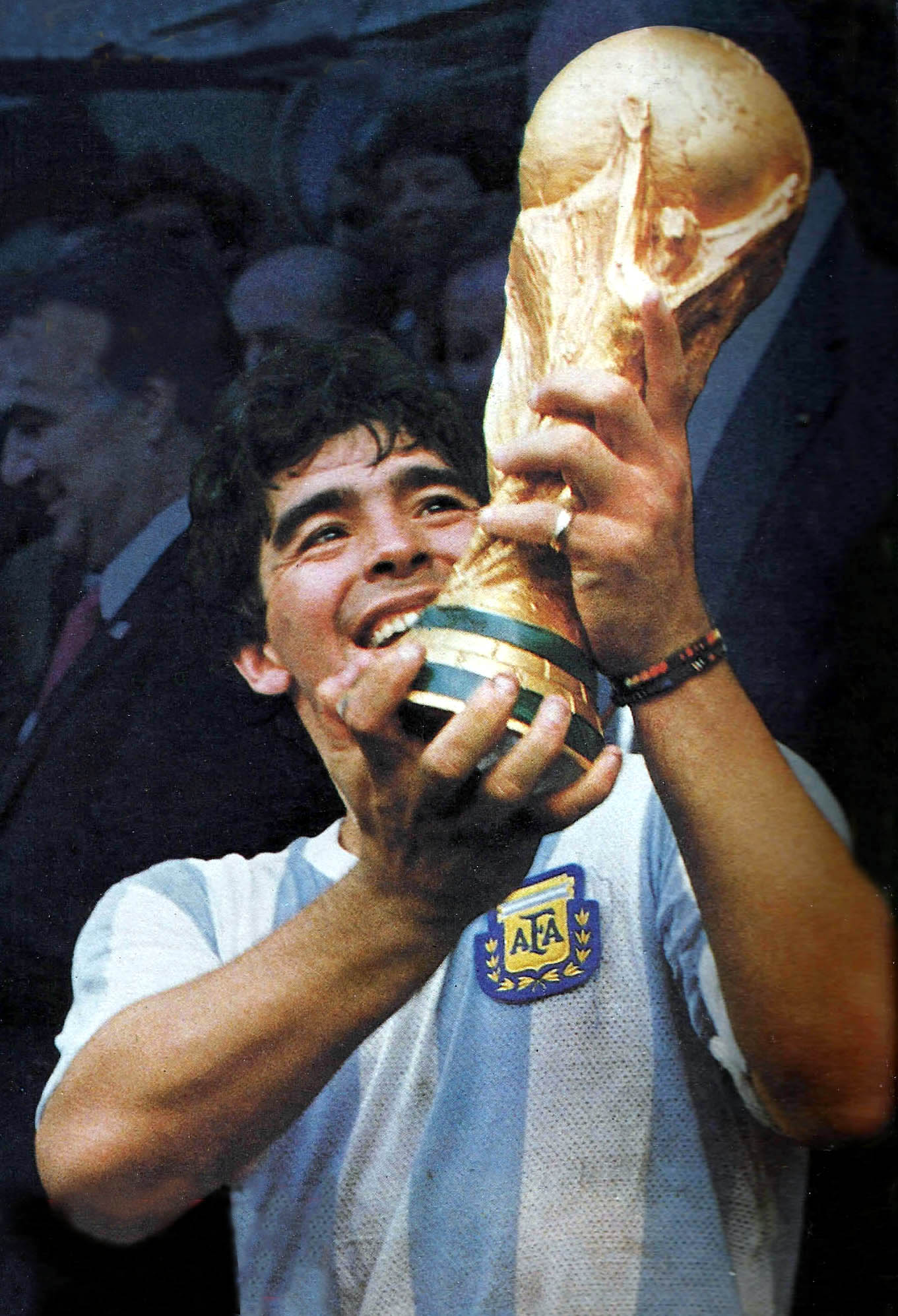
دیگو مارادونا در حال جشن گرفتن قهرمانی با جام در دستانش. آرژانتین بدون شکست قهرمان جام شد.

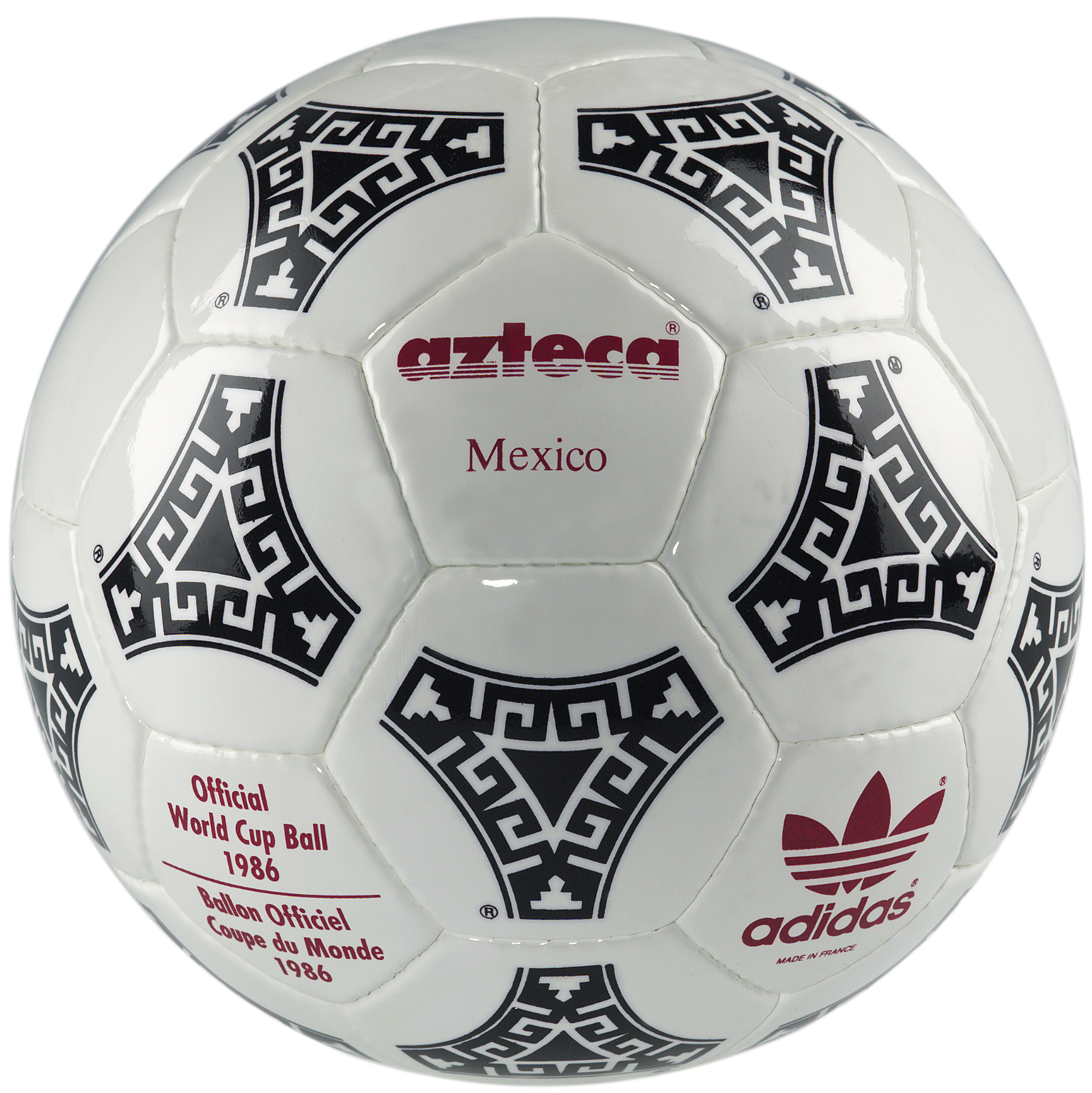
توپ مسابقات جام جهانی ۱۹۸۶ مکزیک

جام جهانی فوتبال ۱۹۸۶ سیزدهمین رقابت جام جهانی فوتبال بود که در مکزیک از ۳۱ مه تا ۲۹ ژوئن ۱۹۸۶ برگزار شد. در ابتدا کشور کلمبیا به عنوان میزبان این رقابت‌ها انتخاب شده بود که به دلایل اقتصادی این انتخاب لغو و در مه ۱۹۸۳ کشور مکزیک به عنوان میزبان جدید انتخاب شد. در نهایت تیم ملی فوتبال آرژانتین توانست دومین عنوان قهرمانی خود را در این رقابت‌ها بدست آورد.

## انتخاب میزبان
کلمبیا در ژوئن ۱۹۷۴ به عنوان میزبان انتخاب شده بود. مقامات کلمبیایی در نوامبر ۱۹۸۲ اعلام کردند که آنها قادر به میزبانی این مسابقات نیستند و مکزیک جایگزین کلمبیا شد. دیگر گزینه‌ها برای میزبانی ایالات متحده آمریکا و کانادا بودند. بدین ترتیب مکزیک اولین کشور تاریخ جام جهانی شد که برای دومین بار میزبان این رقابتها گردید.

## مرحله انتخابی
سه تیم کانادا، دانمارک و عراق برای نخستین بار در تاریخ در این مسابقات حضور یافتند. کره جنوبی نیز پس از مدتها بعد از سال ۱۹۵۴ به این مسابقات راه یافت.

## نماد
نماد ویژه این رقابت‌ها یک آدمک به نام پیکه بود. این شخصیت دارای کلاه مکزیکی، سبیل و لباسهایی به رنگ پرچم مکزیک بود.
هشت ورزشگاه شامل گوآدالایارا، پوئبلا، لئون، کوئرتارو، ایراپوآتو، تولوکا، مونتری و مکزیکو سیتی میزبان ۵۲ مسابقه این جام بودند.

## حاشیه‌ها

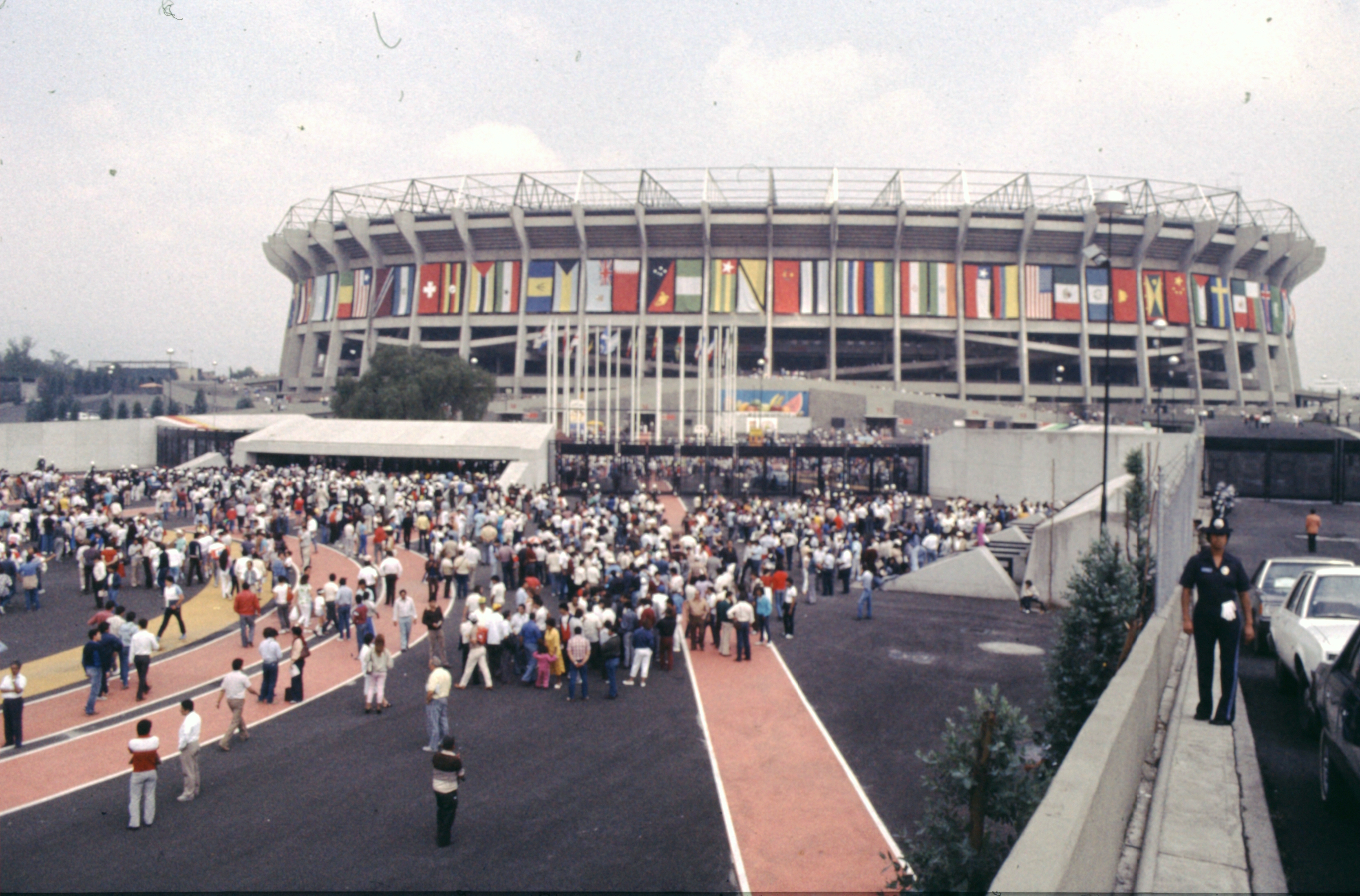
انتظار برای یک فصل هیجان با فوتبال تکرار نشدنی اسطوره های بی تکرار

ایران در بازی‌های مقدماتی جام جهانی ۱۹۸۶ (۱۳۶۵) در دوران جنگ ایران و عراق به دلیل عدم پذیرش پیشنهاد فیفا مبنی بر بازی در زمین منطقه بی‌طرف از مسابقات دور مقدماتی جام جهانی کنار گذاشته شد.
در مسابقه تیم‌های انگلستان و آرژانتین در مرحله یک چهارم نهایی، دیگو مارادونا جلوی دروازه انگلستان یک پاس هوایی را با دست وارد دروازه این تیم کرد. داور این خطا را ندید و در نتیجه این گل آرژانتین محسوب شد. بعدها مارادونا به خبرنگاران گفت که در آن مسابقه «دست خدا» به یاری او آمده بود. آرژانتین با گل دوم مارادونا که از زیباترین گل‌های تاریخ جام جهانی است و گل قرن نام گرفت، به پیروزی رسید.او بعد ها در یک برنامه تلویزیونی گفت که خطای دست بود .
کارلوس دروازه‌بان تیم ملی برزیل در مسابقه یک چهارم نهایی به هنگام حمله برونو بیونه مهاجم تیم ملی فرانسه به دروازه برزیل به شیوه موذیانه‌ای روی او خطا کرد. داور مسابقه تصمیم گرفت که در برخورد با این خطا به فرانسه ضربه کاشته ندهد. جیمی هیل، گزارشگر بی‌بی‌سی که مسابقه را گزارش می‌کرد آن را «یک خطای فاحش» توصیف کرد.

## تیمهای حاضر در جام جهانی
ایتالیا
 کره جنوبی
 بلغارستان
 آرژانتین
 بلژیک
 مکزیک
 عراق
 پاراگوئه
 اتحاد جماهیر شوروی
 مجارستان
 کانادا
 فرانسه
 اسپانیا
 الجزایر
 برزیل
 بریتانیا
 اسکاتلند
 دانمارک
 اروگوئه
 آلمان غربی
 مراکش
 لهستان
 پرتغال
 انگلستان

## نتایج
برای دومین بار پس از جام جهانی ۱۹۸۲ اسپانیا این جام نیز با حضور ۲۴ تیم برگزار گردید که تیمها در ۶ گروه ۴ تیمی تقسیم‌بندی شدند.
گروه اول
در دور اول رقابتها و در گروه اول مدافع عنوان قهرمانی یعنی ایتالیا با تیمهای آرژانتین کره جنوبی و بلغارستان هم گروه بود. ایتالیا با دو تساوی یک بر یک مقابل تیمهای آرژانتین و بلغارستان (بازی افتتاحیه) و یک برد مقابل کره جنوبی با ۴ امتیاز در این گروه دوم شد. در بازی فیزیکی آرژانتین و ایتالیا ابتدا الساندرو آلتوبلی برای ایتالیا گل زد اما مارادونا کار را به تساوی یک بر یک کشاند. سپس آرژانتین با درخشش دیگو مارادونا سه بر یک کره جنوبی را شکست داد؛ و در بازی آخر خود نیز بلغارستان را با نتیجه دو بر صفر شکست داد و با ۵ امتیاز در این گروه اول شد و به همراه ایتالیا به دور بعد صعود کرد.
گروه دوم
در گروه دوم رقابتها میزبان یعنی مکزیک با تیمهای عراق بلژیک و پاراگوئه هم گروه بود که بلژیک و عراق را برد و با پاراگوئه مساوی کرد و اول شد پاراگوئه نیز دوم شد و بلژیک سوم شد و عراق که برای اولین بار پا به این رقابتها گذاشته بود حذف شد.
گروه سوم
در گروه سوم تیمهای شوروی سابق، فرانسه قهرمان جام ملتهای اروپا ۱۹۸۴، کانادا و مجارستان حضور داشتند در این گروه شوروی با نتیجه‌ای پر گل مجارستان را در هم کوبید و کانادا را دو بر صفر شکست داد و با فرانسه مساوی شد فرانسه نیز با شکست دادن کانادا و مجارستان در گروه دوم شد.
گروه چهارم
در گروه چهارم تیم خاطره انگیز برزیل با مربی گری تله سانتانا فقید حضور داشت اسپانیا، ایرلند شمالی و الجزایر دیگر تیمهای این گروه بودند. برزیل هر سه بازی خود را بدون حتی یک گل خورده برد و با قاطعیت اول شد. اسپانیا نیز با غلبه بر ایرلند شمالی و الجزایر در این گروه دوم شد و دو تیم دیگر حذف شدند.
گروه پنجم
در گروه پنجم تیمهای آلمان غربی، دانمارک اروگوئه و اسکاتلند با سرمربی گری الکس فرگوسن حضور داشتند. آلمان غربی با یک باخت مقابل دانمارک در بازی آخر، تساوی با اروگوئه و شکست اسکاتلند در گروه دوم شد تا در دوربعد با مراکش روبرو گردد. دانمارک نیز با شکست شش بر یک اروگوئه و شکست یک بر صفر اسکاتلند با ۶ امتیاز در گروه اول شد. اروگوئه با وجود کسب تنها دو امتیاز و با تفاضل گل منفی پنج به دور بعد راه یافت که این یکی از تبعات نامتعارف سیستم جدید فیفا بود.
گروه ششم
سرانجام در گروه شش معروف به گروه خواب چهار تیم انگلیس با مربی گری سر بابی رابسون فقید، لهستان تیم سوم جام جهانی ۱۹۸۲، مراکش و پرتغال حضور داشتند. در این گروه انگلیس به پرتغال باخت و مقابل مراکش به تساوی بدون گل رسید و در دیدار آخر خود لهستان را شکست داد در آن مسابقه گری لینکر ۳ گل زد. سه تیم برتر این گروه که صدرنشینشان مراکش بود به دور بعد رسیدند و پرتغال حذف شد. مراکش اولین تیم آفریقایی بود که صدرنشین گروهی در جام جهانی می‌شد.
دور دوم
دور دوم رقابتها بر خلاف جام اسپانیا به صورت حذفی بود و از بین ۲۴ تیم تیمهای اول و دوم هر گروه به اضافه ۴ تیم برتر از بین تیمهای سوم گروه‌ها به دور بعد راه پیدا می‌کردند تیمهای سومی که در این جام به دور بعد راه یافتند چهار تیم اروگوئه، لهستان، بلژیک و بلغارستان بودند، در حالی که سه تا از آنها تنها ۲ امتیاز کسب کرده بودند. بدین ترتیب در مرحله یک‌هشتم نهایی دانمارک با اسپانیا، انگلیس با پاراگوئه، آرژانتین با اروگوئه، ایتالیا با فرانسه، برزیل با لهستان، مکزیک با بلغارستان، شوروی با بلژیک و آلمان غربی با مراکش دیدار کردند که نتایج بدین شرح است دانمارک ۱ اسپانیا ۵ ـ انگلیس ۳ پاراگوئه ۰ ـ آرژانتین ۱ اروگوئه ۰ ـ ایتالیا ۰ فرانسه ۲ ـ برزیل ۴ لهستان ۰ ـ مکزیک ۱ بلغارستان ۰ ـ شوروی ۳ بلژیک ۴ ـ آلمان غربی ۱ مراکش ۰
بدین ترتیب ۸ تیم اسپانیا، انگلیس، آرژانتین، فرانسه، برزیل، مکزیک، بلژیک و آلمان غربی به مرحله یک چهارم نهایی جام سیزدهم صعود کردند. 
یک چهارم نهایی
در این مرحله برزیل و فرانسه، مکزیک و آلمان غربی، اسپانیا و بلژیک و آرژانتین و انگلیس به مصاف یکدیگر رفتند. سه بازی از چهار بازی این مرحله پس از وقت اضافی به ضربات پنالتی کشید تا برزیل به فرانسه، مکزیک به آلمان غربی و اسپانیا به بلژیک ببازند.
اما بازی چهارم که گل سر سبد بازیها بود وارد فرهنگ جام جهانی شد و به تاریخ پیوست؛ در آن بازی آرژانتین با ضربه «دست خدا» و بهترین گل انفرادی تاریخ ادوار جام‌های جهانی انگلیس را برد. هر دو گل زیرکانه و فوق‌العاده را مارادونا زد تک گل انگلیس را گری لینکر به ثمر رساند. در جریان گل دوم اسطوره فوتبال جهان با عبور از سد پنج بازیکن انگلیس دروازه بان آنان پیتر شیلتون را نیز دریبل زد و دروازه انگلیس را گشود. تا بازی با نتیجه دو بر یک به سود آرژانتین به پایان برسد. در دیگر دیدار با شکوه این مرحله برزیل و فرانسه دیدار اعلایی را به نمایش گذاشتند که سرشار از مهارت و زیبایی بود. برخی آن بازی را بهترین بازی تاریخ جام جهانی می‌نامند. کاره‌کا روی برتری برزیل در دقایق اولیه در دقیقه ۱۸ گل زد، اما پنج دقیقه قبل از پایان نیمه اول میشل پلاتینی در جشن تولد ۳۱ سالگی‌اش ۴۱ امین گل خود برای تیم ملی فرانسه را زد و سانتر دومینیک روشتو را به تور دروازه حریف رساند.
باتس، دروازه‌بان فرانسه برانکو را در محوطه جریمه به زمین زد ولی پنالتی حاصل را که زیکو زد مهار کرد. در وقت اضافه فرانسه برتر بود اما نمی‌توانست گل برتری را بزند.
در ضربات پنالتی، سوکراتس اولین ضربه را از دست داد، اما شش ضربه بعدی تبدیل به گل شد تا این که پلاتینی ضربه‌اش را به بالای دروازه زد تا دو تیم مساوی شوند. سپس ضربه ژولیو سزار به تیر دروازه خورد تا لوئیس فرناندز ضربه آخر را به گل تبدیل کند و فرانسه چهار بر سه پیروز شود.
دیگر بازی نفس‌گیر، دیدار بلژیک و شوروی در مرحله یک‌هشتم نهایی بود که در آن سه گل ایگور بلانوف برای پیروزی شوروی کافی نبود. بازی در وقت معمول دو بر دو به پایان رسید و در وقت اضافه استفان دمول و نیکو کلاسن دو گل دیگر برای بلژیک زدند. بلانوف از روی نقطه پنالتی هت‌تریکش را کامل کرد اما شوروی به گل چهارم دست نیافت. بلژیک با ۲امتیاز تیم سوم گروه خود بود و بر شوروی تیم ۵امتیازی گروه خود پیروز شد و ضعف سیستم جدید فیفا در جام جهانی باز هم هویدا شد.
نیمه نهایی
در مرحله نیمه نهایی آرژانتین با دو گل دیگو مارادونا که یکی از آنها انفرادی بود دو بر صفر تیم بلژیک را شکست داد؛ و آلمان غربی در دیداری که تکرار دیدار کلاسیک و تاریخی نیمه نهایی جام جهانی ۱۹۸۲ بود با دو گل آندریاس برمه و رودی فولر فرانسه را شکست داد و به دیدار پایانی رسید.
 آلمان غربی۲ فرانسه۰
 آرژانتین۲ بلژیک۰
در بازی رده‌بندی تیم قهرمان اروپا و شایسته فرانسه با ستارگان تکرار نشدنی خود همچون میشل پلاتینی، آلن ژیرس، دومنیک روشتائو، ژان تیگانا و لوئیس فرناندز اسپانیایی الاصل بلژیک را شکست داد و به دومین عنوان سومی فرانسه در رقابتهای جام جهانی پس از جام جهانی ۱۹۳۸ دست یافت هر چند که فرانسه بعدها در کشور خود در جام جهانی ۱۹۹۸ قهرمان گردید.
 فرانسه۴ بلژیک۲
فینال
در دیدار فینال در ورزشگاه آزتیکا شهر مکزیکوسیتی باز هم در یک دیدار نفس گیر و جذاب تیمهای آرژانتین و آلمان غربی با یکدیگر پیکار کردند ابتدا آرژانتین روی ضربه سر خوزه لوئیس براون مدافع پیش تاخته در دقیقه ۲۲ به گل رسید سپس در نیمه دوم و در دقیقه ۵۵ خورخه والدانو با یک فرار از سمت چپ و ضربه‌ای دقیق آرژانتین را دو بر صفر پیش انداخت. تیم آمریکای لاتین به سمت پیروزی می‌رفت که بازگشت آلمان‌ها باز هم اتفاق افتاد و آلمان‌های باروحیه با دو گل کارل-هاینتس رومنیگه (۷۴) و فولر (۸۰) به بازی برگشتند. در ده دقیقه مانده به پایان بازی و در شرایطی که آلمان غربی به سختی می‌کوشید تا گل پیروزی را بزند، مارادونای افسانه‌ای دوباره مداخله‌ای سرنوشت‌ساز داشت و با یک پاس بسیار دیدنی خورخه بوروچاگا را در یک ضدحمله از سمت راست روانه دروازه آلمان غربی کرد تا او با خونسردی هارالد شوماخر را مغلوب کند و گل سوم آرژانتین را به ثمر برساند بدین ترتیب آرژانتین با درخشش مارادونا برای دومین بار پس از سال ۱۹۷۸ قهرمان جهان گردید.
 آرژانتین۳  آلمان غربی ۲

### دور حذفی
آرژانتین برای اولین بار موفق به شکست آلمان غربی شد و جام جهانی را برای دومین بار کسب کرد.
بلژیک با بدست آوردن مقام چهارم بهترین عنوان خود را کسب نمود. (در جام جهانی ۲۰۱۸ با کسب رتبه سوم به افتخار جدیدی دست یافت)
|  | یک هشتم نهایی                      | یک هشتم نهایی                      |                                    |       | یک چهارم نهایی | یک چهارم نهایی |                  |                  | نیمه نهایی | نیمه نهایی |  |  | فینال | فینال |
|  |                                    |                                    |                                    |       |                |                |                  |                  |            |            |  |  |       |       |
|  | 16 June – Puebla                   |                                    |                                    |       |                |                |                  |                  |            |            |  |  |       |       |
|  |                                    |                                    |                                    |       |                |                |                  |                  |            |            |  |  |       |       |
|  | آرژانتین                           | 1                                  |                                    |       |                |                |                  |                  |            |            |  |  |       |       |
|  | آرژانتین                           | 1                                  | 22 June – Mexico City (Azteca)     |       |                |                |                  |                  |            |            |  |  |       |       |
|  | اروگوئه                            | ۰                                  |                                    |       |                |                |                  |                  |            |            |  |  |       |       |
|  | اروگوئه                            | ۰                                  | آرژانتین                           | 2     |                |                |                  |                  |            |            |  |  |       |       |
|  | 18 June – Mexico City (Azteca)     |                                    | آرژانتین                           | 2     |                |                |                  |                  |            |            |  |  |       |       |
|  |                                    | انگلستان                           | ۱                                  |       |                |                |                  |                  |            |            |  |  |       |       |
|  | انگلستان                           | انگلستان                           | ۱                                  | 3     |                |                |                  |                  |            |            |  |  |       |       |
|  | انگلستان                           |                                    | 25 June – Mexico City (Azteca)     | 3     |                |                |                  |                  |            |            |  |  |       |       |
|  | پاراگوئه                           | ۰                                  |                                    |       |                |                |                  |                  |            |            |  |  |       |       |
|  | پاراگوئه                           | ۰                                  | آرژانتین                           | 2     |                |                |                  |                  |            |            |  |  |       |       |
|  | 18 June – Querétaro                |                                    | آرژانتین                           | 2     |                |                |                  |                  |            |            |  |  |       |       |
|  |                                    | بلژیک                              | ۰                                  |       |                |                |                  |                  |            |            |  |  |       |       |
|  | دانمارک                            | بلژیک                              | ۰                                  | 1     |                |                |                  |                  |            |            |  |  |       |       |
|  | دانمارک                            | 22 June – Puebla                   |                                    | 1     |                |                |                  |                  |            |            |  |  |       |       |
|  | اسپانیا                            | 5                                  |                                    |       |                |                |                  |                  |            |            |  |  |       |       |
|  | اسپانیا                            | 5                                  | اسپانیا                            | 1 (4) |                |                |                  |                  |            |            |  |  |       |       |
|  | 15 June – León                     |                                    | اسپانیا                            | 1 (4) |                |                |                  |                  |            |            |  |  |       |       |
|  |                                    | بلژیک (pen.)                       | 1 (5)                              |       |                |                |                  |                  |            |            |  |  |       |       |
|  | اتحاد جماهیر شوروی                 | بلژیک (pen.)                       | 1 (5)                              | 3     |                |                |                  |                  |            |            |  |  |       |       |
|  | اتحاد جماهیر شوروی                 |                                    | 29 June – Mexico City (Azteca)     | 3     |                |                |                  |                  |            |            |  |  |       |       |
|  | بلژیک (aet)                        | 4                                  |                                    |       |                |                |                  |                  |            |            |  |  |       |       |
|  | بلژیک (aet)                        | 4                                  | آرژانتین                           | 3     |                |                |                  |                  |            |            |  |  |       |       |
|  | 16 June – Guadalajara              |                                    | آرژانتین                           | 3     |                |                |                  |                  |            |            |  |  |       |       |
|  |                                    | آلمان غربی                         | ۲                                  |       |                |                |                  |                  |            |            |  |  |       |       |
|  | برزیل                              | آلمان غربی                         | ۲                                  | 4     |                |                |                  |                  |            |            |  |  |       |       |
|  | برزیل                              | 21 June – Guadalajara              |                                    | 4     |                |                |                  |                  |            |            |  |  |       |       |
|  | لهستان                             | ۰                                  |                                    |       |                |                |                  |                  |            |            |  |  |       |       |
|  | لهستان                             | ۰                                  | برزیل                              | 1 (3) |                |                |                  |                  |            |            |  |  |       |       |
|  | 17 June – Mexico City (Olímpico)   |                                    | برزیل                              | 1 (3) |                |                |                  |                  |            |            |  |  |       |       |
|  |                                    | فرانسه (pen.)                      | 1 (4)                              |       |                |                |                  |                  |            |            |  |  |       |       |
|  | ایتالیا                            | فرانسه (pen.)                      | 1 (4)                              | 0     |                |                |                  |                  |            |            |  |  |       |       |
|  | ایتالیا                            |                                    | 25 June – Guadalajara              | 0     |                |                |                  |                  |            |            |  |  |       |       |
|  | فرانسه                             | 2                                  |                                    |       |                |                |                  |                  |            |            |  |  |       |       |
|  | فرانسه                             | 2                                  | فرانسه                             | 0     |                |                |                  |                  |            |            |  |  |       |       |
|  | 17 June – San Nicolás de los Garza |                                    | فرانسه                             | 0     |                |                |                  |                  |            |            |  |  |       |       |
|  |                                    | آلمان غربی                         | ۲                                  |       | رده‌بندی        | رده‌بندی        |                  |                  |            |            |  |  |       |       |
|  | مراکش                              | آلمان غربی                         | ۲                                  | 0     | رده‌بندی        | رده‌بندی        |                  |                  |            |            |  |  |       |       |
|  | مراکش                              | 21 June – San Nicolás de los Garza | 21 June – San Nicolás de los Garza | 0     |                |                | 28 June – Puebla | 28 June – Puebla |            |            |  |  |       |       |
|  | آلمان غربی                         | 21 June – San Nicolás de los Garza | 21 June – San Nicolás de los Garza | 1     |                |                | 28 June – Puebla | 28 June – Puebla |            |            |  |  |       |       |
|  | آلمان غربی                         | آلمان غربی (pen.)                  | 0 (4)                              | 1     | بلژیک          | 2              |                  |                  |            |            |  |  |       |       |
|  | 15 June – Mexico City (Azteca)     | آلمان غربی (pen.)                  | 0 (4)                              |       | بلژیک          | 2              |                  |                  |            |            |  |  |       |       |
|  |                                    | مکزیک                              | 0 (1)                              |       | فرانسه (aet)   | 4              |                  |                  |            |            |  |  |       |       |
|  | مکزیک                              | مکزیک                              | 0 (1)                              | 2     | فرانسه (aet)   | 4              |                  |                  |            |            |  |  |       |       |
|  | مکزیک                              |                                    |                                    | 2     |                |                |                  |                  |            |            |  |  |       |       |
|  | بلغارستان                          | ۰                                  |                                    |       |                |                |                  |                  |            |            |  |  |       |       |
|  | بلغارستان                          | ۰                                  |                                    |       |                |                |                  |                  |            |            |  |  |       |       |

#### یک هشتم نهایی
| مکزیک                 | ۲–۰    | بلغارستان |
| --------------------- | ------ | --------- |
| نگرته ۳۴' · سروین ۶۱' | Report |           |

| اتحاد جماهیر شوروی             | ۳–۴ (و.ق) | بلژیک                                           |
| ------------------------------ | --------- | ----------------------------------------------- |
| بلانوف ۲۷'، ۷۰'، ۱۱۱' (پنالتی) | Report    | شیفو ۵۶' · کولمانس ۷۷' · دمول ۱۰۲' · کلاسن ۱۱۰' |

| برزیل                                                               | ۴–۰    | لهستان |
| ------------------------------------------------------------------- | ------ | ------ |
| سوکراتس ۳۰' (پنالتی) · یوسیمار ۵۵' · ادینو ۷۹' · کارکا ۸۳' (پنالتی) | Report |        |

| آرژانتین    | ۱–۰    | اروگوئه |
| ----------- | ------ | ------- |
| پاسکولی ۴۲' | Report |         |

| ایتالیا | ۰–۲    | فرانسه                     |
| ------- | ------ | -------------------------- |
|         | Report | پلاتینی ۱۵' · استوپیرا ۵۷' |

| مراکش | ۰–۱    | آلمان غربی |
| ----- | ------ | ---------- |
|       | Report | ماتئوس ۸۸' |

| انگلستان                     | ۳–۰    | پاراگوئه |
| ---------------------------- | ------ | -------- |
| لینکر ۳۱'، ۷۳' · بیردزلی ۵۶' | Report |          |

| دانمارک            | ۱–۵    | اسپانیا                                                        |
| ------------------ | ------ | -------------------------------------------------------------- |
| اولسن ۳۳' (پنالتی) | Report | بوتراگوئنو ۴۳'، ۵۶'، ۸۰'، ۸۸' (پنالتی) · گویکوتسا ۶۸' (پنالتی) |

#### یک چهارم نهایی
| برزیل                                         | ۱–۱ (و.ق) | فرانسه                                        |
| --------------------------------------------- | --------- | --------------------------------------------- |
| کارکا ۱۷'                                     | Report    | پلاتینی ۴۰'                                   |
| ضربات پنالتی                                  |           |                                               |
| سوکراتس · آلمائو · زیکو · برانکو · جولیو سزار | ۳–۴       | استوپیرا · آماروس · بلونه · پلاتینی · فرناندز |

| آلمان غربی                        | ۰–۰ (وقت اضافه) | مکزیک                    |
| --------------------------------- | --------------- | ------------------------ |
|                                   | Report          |                          |
| ضربات پنالتی                      |                 |                          |
| آلوفس · برمه · ماتئوس · لیتبارسکی | ۴–۱             | نگرته · کویرارته · سروین |

| آرژانتین          | ۲–۱    | انگلستان  |
| ----------------- | ------ | --------- |
| مارادونا ۵۱'، ۵۵' | Report | لینکر ۸۱' |

| اسپانیا                                     | ۱–۱ (و.ق) | بلژیک                                     |
| ------------------------------------------- | --------- | ----------------------------------------- |
| سنیور ۸۵'                                   | Report    | کولمانس ۳۵'                               |
| ضربات پنالتی                                |           |                                           |
| سنیور · اولایا · چندو · بوتراگوئنو · ویکتور | ۴–۵       | کلاسن · شیفو · بروس · فرفوت · فان در الست |

#### نیمه‌نهایی
| فرانسه | ۰–۲    | آلمان غربی         |
| ------ | ------ | ------------------ |
|        | Report | برمه ۹' · فولر ۸۹' |

| آرژانتین          | ۲–۰    | بلژیک |
| ----------------- | ------ | ----- |
| مارادونا ۵۱'، ۶۳' | Report |       |

#### جایگاه سوم
| بلژیک                   | ۲–۴ (و.ق) | فرانسه                                                    |
| ----------------------- | --------- | --------------------------------------------------------- |
| کولمانس ۱۱' · کلاسن ۷۳' | Report    | فراری ۲۷' · پاپن ۴۳' · ژنگینی ۱۰۴' · آماروس ۱۱۱' (پنالتی) |

#### فینال
| آرژانتین                               | ۳–۲    | آلمان غربی             |
| -------------------------------------- | ------ | ---------------------- |
| براون ۲۳' · والدانو ۵۵' · بوروچاگا ۸۳' | Report | رومنیگه ۷۴' · فولر ۸۰' |

## قهرمان
| قهرمان جام جهانی ۱۹۸۶    |
| ------------------------ |
| · آرژانتین · دومین عنوان |

## آمار
گل‌زنان برتر
1. گری لینکر (انگلیس) ـ ۶ گل
2. امیلیو بوتراگوئنو (اسپانیا) ـ ۵ گل
3. کاره‌کا (برزیل) ـ ۵ گل
4. دیه‌گو مارادونا (آرژانتین) ـ ۵ گل
5. پربن الکیر لارسن (دانمارک) ـ ۴ گل
6. ایگور بلانوف (شوروی) ـ ۴ گل
7. خورخه والدانو (آرژانتین) ـ ۴ گل
8. الساندرو آلتوبلی (ایتالیا) ـ ۴ گل